# Serpuhov
Serpuhov (în rusă Серпухов) este un oraș din Regiunea Moscova, Federația Rusă și are o populație de 131.097 locuitori.